# Toyo (provincia)
Toyo (豊国?, Toyo-no kuni) era una delle province storiche dell'antico Giappone. Si trovava sull'isola di Kyūshū e si estendeva sulla parte orientale dell'odierna prefettura di Fukuoka e sull'intera prefettura di Ōita. A volte è chiamata Chikushū (筑州?). Nel 683 viene suddivisa nelle province di Buzen e Bungo. A volte veniva chiamata Hōshū (豊州?).
La prima menzione è nel Kojiki del 712 nella sezione sulla nascita mitologica delle isole giapponesi (国産み, Kuniumi).